# Scorcher
HMS Scorcher (Kennung: P258) war ein U-Boot der britischen Royal Navy im Zweiten Weltkrieg und danach.

## Geschichte
Die Scorcher war ein Boot des vierten Bauloses der britischen S-Klasse. Dieses Baulos wird auch als Subtle-Klasse bezeichnet. Der Bauauftrag wurde am 7. April 1943 erteilt. Das U-Boot wurde am 14. Dezember 1943 bei Cammell, Laird & Company im nordwestenglischen Birkenhead aufgelegt, lief am 18. Dezember 1944 vom Stapel und wurde von der Royal Navy am 16. März 1945 in Dienst gestellt.
Die Scorcher wurde nach dem Krieg bei zwei Unfällen beschädigt. Am 4. Februar 1956 erlitt sie Schäden bei einer Kollision. Des Weiteren brach am 22. November 1956 bei Übungen ein Brand aus.
Das Boot wurde 1962 in Charlestown abgebrochen.